# Futbol Club Barcelona 2020-2021
Questa voce raccoglie le informazioni riguardanti il Futbol Club Barcelona nelle competizioni ufficiali della stagione 2020-2021.

## Stagione
Per questa stagione viene scelto come nuovo allenatore Ronald Koeman, già calciatore blaugrana negli anni novanta. Durante la sessione estiva di calcio mercato, il club lascia partire il goleador uruguagio Suarez ed ingaggia numerosi giocatori, fra i quali il centrocampista Pjanić, l'emergente ala portoghese Trincão, il terzino Dest e soprattutto il talentuoso Pedri.
Sempre durante l'estate l'ambiente azulgrana è sconvolto dalla richiesta di cessione da parte di Lionel Messi che terrà banco per tutta l'estate, diventando un fenomeno mediatico capace di stravolgere gli equilibri interni del club, culminando con le dimissioni del presidente Bartomeu. La squadra sembra patire la situazione interna e nella prima parte del campionato esprime un gioco al di sotto delle aspettative. Alla metà della stagione tuttavia i risultati cambiano in modo positivo, grazie anche ad un ritrovato Messi che trascina la squadra in una disperata rimonta nei confronti dell'Atlético Madrid che ad un certo punto aveva accumulato 11 punti di vantaggio sulle inseguitrici. Dopo aver completato la rimonta il club deve vincere le ultime cinque partite stagionali per avere la certezza del titolo, fallendo la missione a causa di un complicato pareggio con il Levante ed una inaspettata sconfitta casalinga con il Celta Vigo.
In Champions il percorso dei blaugrana si conclude già agli ottavi di finale, con una pesante sconfitta interna con il risultato di 1-4 a favore del PSG, guidato dalla giovane stella francese Mbappé che mette a segno una tripletta.
In una stagione discontinua, a tratti entusiasmante ma anche segnata da alcune pesanti sconfitte ed insicurezze difensive, il Barcellona vince comunque la Coppa del Re, imponendosi in finale per 4-0 contro l'Athletic Club.

## Maglie e sponsor
|  | Casa | Trasferta | Terza divisa | Quarta divisa | El Clásico (10 aprile 2021) |

## Organigramma societario
Area direttiva
- Presidente: Josep Maria Bartomeu
- Primo vicepresidente e responsabile delle attività sociali: Jordi Cardoner
- Terzo vicepresidente e responsabile di "Espai Barça": Jordi Moix
- Quarto vicepresidente e tesoriere: Enrique Tombas
- Responsabile area tecnologica: Dídac Lee
- Direttore della sezione basket: Joan Bladé
- Rappresentante alla LFP e alla RFEF: Javier Bordas
- Responsabile relazioni dei calciatori e statuto economico: Silvio Elías
- Responsabile servizi e sicurezza: Josep Ramon Vidal-Abarca
- Presidente commissione attività sociali: Pau Vilanova
- Segretario: Jordi Calsamiglia
- Vicesegretario: Maria Teixidor
- Membri del board: Jordi Argemí, Marta Plana, Josep Pont, Emili Rousaud, Oriol Tomàs
- Responsabile accademia calcio amateur: Xavier Vilajoana

Area tecnica
- Allenatore: Ronald Koeman
- Vice allenatore: Alfred Schreuder
- Collaboratore tecnico: Joan Barbarà
- Preparatori atletici: José Antonio Pozanco, Edu Pons, Antonio Gómez
- Allenatore dei portieri: José Ramón de la Fuente

## Rosa
Rosa, numerazione e ruoli sono aggiornati al 1º febbraio 2021.
| N. |                                 | Ruolo | Calciatore              |
| -- | ------------------------------- | ----- | ----------------------- |
| 1  | Germania (bandiera)             | P     | Marc-André ter Stegen   |
| 2  | Stati Uniti (bandiera)          | D     | Sergiño Dest            |
| 3  | Spagna (bandiera)               | D     | Gerard Piqué            |
| 4  | Uruguay (bandiera)              | D     | Ronald Araújo           |
| 5  | Spagna (bandiera)               | C     | Sergio Busquets         |
| 6  | Spagna (bandiera)               | C     | Carles Aleñá            |
| 7  | Francia (bandiera)              | A     | Antoine Griezmann       |
| 8  | Bosnia ed Erzegovina (bandiera) | C     | Miralem Pjanić          |
| 9  | Danimarca (bandiera)            | A     | Martin Braithwaite      |
| 10 | Argentina (bandiera)            | A     | Lionel Messi (capitano) |
| 11 | Francia (bandiera)              | A     | Ousmane Dembélé         |
| 12 | Spagna (bandiera)               | C     | Riqui Puig              |
| 13 | Brasile (bandiera)              | P     | Neto                    |
| 14 | Brasile (bandiera)              | C     | Philippe Coutinho       |

| N. |                        | Ruolo | Calciatore          |
| -- | ---------------------- | ----- | ------------------- |
| 15 | Francia (bandiera)     | D     | Clément Lenglet     |
| 16 | Spagna (bandiera)      | A     | Pedri               |
| 17 | Portogallo (bandiera)  | A     | Francisco Trincão   |
| 18 | Spagna (bandiera)      | D     | Jordi Alba          |
| 19 | Brasile (bandiera)     | C     | Matheus Fernandes   |
| 20 | Spagna (bandiera)      | D     | Sergi Roberto       |
| 21 | Paesi Bassi (bandiera) | C     | Frenkie de Jong     |
| 22 | Spagna (bandiera)      | A     | Ansu Fati           |
| 23 | Francia (bandiera)     | D     | Samuel Umtiti       |
| 24 | Spagna (bandiera)      | D     | Junior Firpo        |
| 27 | Spagna (bandiera)      | C     | Ilaix Moriba        |
| 28 | Spagna (bandiera)      | D     | Óscar Mingueza      |
| 29 | Stati Uniti (bandiera) | A     | Konrad de la Fuente |

## Calciomercato

### Sessione estiva
| Acquisti         | Acquisti          | Acquisti      | Acquisti                                           |
| R.               | Nome              | da            | Modalità                                           |
| ---------------- | ----------------- | ------------- | -------------------------------------------------- |
| D                | Sergiño Dest      | Ajax          | definitivo (21 milioni € più 5 milioni € di bonus) |
| D                | Juan Miranda      | Schalke 04    | fine prestito                                      |
| D                | Jean-Clair Todibo | Schalke 04    | fine prestito                                      |
| D                | Moussa Wagué      | Nizza         | fine prestito                                      |
| C                | Carles Aleñá      | Real Betis    | fine prestito                                      |
| C                | Philippe Coutinho | Bayern Monaco | fine prestito                                      |
| C                | Matheus Fernandes | Palmeiras     | definitivo (7 milioni € più 5 milioni € di bonus)  |
| C                | Pedri             | Las Palmas    | definitivo (5 milioni €)                           |
| C                | Miralem Pjanić    | Juventus      | definitivo (60 milioni € più 5 milioni € di bonus) |
| C                | Rafinha           | Celta Vigo    | fine prestito                                      |
| A                | Francisco Trincão | Braga         | definitivo (31 milioni €)                          |
| Altre operazioni |                   |               |                                                    |
| R.               | Nome              | da            | Modalità                                           |

| Cessioni         | Cessioni          | Cessioni            | Cessioni                                             |
| R.               | Nome              | a                   | Modalità                                             |
| ---------------- | ----------------- | ------------------- | ---------------------------------------------------- |
| D                | Juan Miranda      | Real Betis          | prestito                                             |
| D                | Nélson Semedo     | Wolverhampton       | definitivo (30 milioni € più 10 milioni € di bonus)  |
| D                | Jean-Clair Todibo | Benfica             | prestito (2 milioni €)                               |
| D                | Moussa Wagué      | PAOK                | prestito                                             |
| C                | Arthur            | Juventus            | definitivo (72 milioni € più 10 milioni € di bonus)  |
| C                | Marc Cucurella    | Getafe              | riscatto (10 milioni €)                              |
| C                | Rafinha           | Paris Saint-Germain | definitivo (gratuito)                                |
| C                | Ivan Rakitić      | Siviglia            | definitivo (1,50 milioni € più 9 milioni € di bonus) |
| C                | Arturo Vidal      | Inter               | definitivo (gratuito più 1 milione € di bonus)       |
| A                | Carles Pérez      | Roma                | riscatto (11 milioni € più 4,50 milioni € di bonus)  |
| A                | Luis Suárez       | Atlético Madrid     | definitivo (gratuito più 6 milioni € di bonus)       |
| A                | Arda Turan        | Galatasaray         | definitivo (gratuito)                                |
| Altre operazioni |                   |                     |                                                      |
| R.               | Nome              | a                   | Modalità                                             |
| D                | Sergio Akieme     | Almería             | prestito                                             |
| C                | Monchu            | Girona              | prestito                                             |

### Sessione invernale
| Acquisti | Acquisti          | Acquisti | Acquisti      |
| R.       | Nome              | da       | Modalità      |
| -------- | ----------------- | -------- | ------------- |
| D        | Jean-Clair Todibo | Benfica  | fine prestito |

| Cessioni | Cessioni          | Cessioni | Cessioni |
| R.       | Nome              | a        | Modalità |
| -------- | ----------------- | -------- | -------- |
| D        | Jean-Clair Todibo | Nizza    | prestito |
| C        | Carles Aleñá      | Getafe   | prestito |

## Risultati

### Primera División

#### Girone di andata
| Arbitro: | De Mera Escuderos (comitato castigliano) |

|                         |           |  |
| Messi 48’, 68’ Alba 73’ | Marcatori |  |

| Arbitro: | Del Cerro Grande (comitato madrileno) |

|                         |           |                          |
| Williams 3’ Muniain 90’ | Marcatori | 14’ Pedri 38’, 62’ Messi |

| Arbitro: | Cuadra Fernández (comitato baleare) |

|                                                  |           |  |
| Fati 15’, 19’ Messi 35’ (rig.) Torres 45’ (aut.) | Marcatori |  |

| Arbitro: | Del Cerro Grande (comitato madrileno) |

|  |           |                                         |
|  | Marcatori | 11’ Fati 51’ (aut.) Olaza 90+5’ Roberto |

| Arbitro: | Gil Manzano (comitato estremegno) |

|              |           |         |
| Coutinho 10’ | Marcatori | 8’ Jong |

| Arbitro: | Soto Grado (comitato castigliano) |

|                 |           |  |
| Mata 56’ (rig.) | Marcatori |  |

| Arbitro: | Martínez Munuera (comitato valenciano) |

|         |           |                                         |
| Fati 8’ | Marcatori | 5’ Valverde 63’ (rig.) Ramos 90’ Modrić |

| Arbitro: | Hernández Hernández (comitato canario) |

|           |           |               |
| Rioja 31’ | Marcatori | 63’ Griezmann |

| Arbitro: | Cuadra Fernández (comitato baleare) |

|                                                           |           |                          |
| Dembelé 22’ Griezmann 49’ Messi 61’ (rig.), 82’ Pedri 90’ | Marcatori | 45+2’ Sanabria 73’ Loren |

| Arbitro: | Martínez Munuera (comitato valenciano) |

|                |           |  |
| Carrasco 45+3’ | Marcatori |  |

| Arbitro: | Mateu Lahoz (comitato valenciano) |

|                                                      |           |  |
| Braithwaite 29’ Griezmann 42’ Coutinho 57’ Messi 73’ | Marcatori |  |

| Arbitro: | Soto Grado (comitato castigliano) |

|                        |           |                   |
| Giménez 8’ Negredo 63’ | Marcatori | 57’ (aut.) Alcalá |

| Arbitro: | De Burgos Bengoetxea (comitato basco) |

|           |           |  |
| Messi 76’ | Marcatori |  |

| Arbitro: | Hernández Hernández (comitato canario) |

|                        |           |                        |
| Messi 45+4’ Araújo 52’ | Marcatori | 29’ Diakhaby 69’ Gómez |

| Arbitro: | Melero López (Comitato andaluso) |

|  |           |                                       |
|  | Marcatori | 21’ Lenglet 35’ Braithwaite 65’ Messi |

| Arbitro: | Alberola Rojas (Comitato castigliano) |

|             |           |          |
| Dembélé 67’ | Marcatori | 57’ Kike |

| Arbitro: | Cuadra Fernández (comitato madrileno) |

|  |           |             |
|  | Marcatori | 27’ de Jong |

| Arbitro: | De Burgos Bengoetxea (comitato basco) |

|  |           |                                   |
|  | Marcatori | 12’, 63’ Griezmann 35’, 42’ Messi |

| Arbitro: | Sánchez Martínez (Comitato murciano) |

|                      |           |                  |
| Alba 31’ de Jong 43’ | Marcatori | 27’ Willian José |

#### Girone di ritorno
| Arbitro: | Pizarro Gómez (comitato castigliano) |

|  |           |                      |
|  | Marcatori | 39’ de Jong 89’ Puig |

| Arbitro: | Mateu Lahoz (comitato valenciano) |

|                         |           |                 |
| Messi 20’ Griezmann 74’ | Marcatori | 49’ (aut.) Alba |

| Arbitro: | Del Cerro Grande (comitato valenciano) |

|                       |           |                                       |
| Iglesias 38’ Ruiz 75’ | Marcatori | 57’ Messi 68’ (aut.) Ruiz 87’ Trincão |

| Arbitro: | Figueroa Vázquez (comitato andaluso) |

|                                             |           |                |
| Trincão 29’, 74’ Messi 45+1’, 70’ Firpo 80’ | Marcatori | 57’ Luis Rioja |

| Arbitro: | Martínez Munuera (comitato baleare) |

|                  |           |                 |
| Messi 32’ (rig.) | Marcatori | 89’ (rig.) Álex |

| Arbitro: | Hernández Hernández (comitato canario) |

|  |           |                       |
|  | Marcatori | 29’ Dembélé 85’ Messi |

| Arbitro: | Cuadra Fernández (comitato madrileno) |

|  |           |                     |
|  | Marcatori | 30’ Alba 80’ Moriba |

| Arbitro: | Cordero Vega (comitato cantabrico) |

|                                           |           |                  |
| Messi 13’, 90’ Griezmann 35’ Mingueza 53’ | Marcatori | 45+4’ (rig.) Mir |

| Arbitro: | Munuera Montero (comitato andaluso) |

|                 |           |                                                        |
| Barrenetxea 77’ | Marcatori | 37’ Griezmann 43’, 53’ Dest 56’, 89’ Messi 71’ Dembélé |

| Arbitro: | Jaime Latre (comitato aragonese) |

|             |           |  |
| Dembélé 90’ | Marcatori |  |

| Arbitro: | Gil Manzano (comitato estremegno) |

|                       |           |              |
| Benzema 13’ Kroos 28’ | Marcatori | 60’ Mingueza |

| Arbitro: | Figueroa Vázquez (comitato andaluso) |

|                                                                   |           |                                    |
| Messi 8’, 33’ Chakla 28’ (aut.) Araújo 87’ Griezmann 90+3’ (rig.) | Marcatori | 12’ (aut.) Lenglet 69’ (rig.) Ünal |

| Arbitro: | Del Cerro Grande (comitato madrileno) |

|               |           |                    |
| Chukwueze 26’ | Marcatori | 28’, 35’ Griezmann |

| Arbitro: | González Fuertes (comitato asturiano) |

|           |           |                       |
| Messi 23’ | Marcatori | 63’ Machís 79’ Molina |

| Arbitro: | Sánchez Martínez (comitato murciano) |

|                           |           |                              |
| G. Paulista 50’ Soler 83’ | Marcatori | 57’, 89’ Messi 63’ Griezmann |

| Barcellona 8 maggio 2021, ore 16:15 CEST 35ª giornata | Barcellona                        | 0 – 0 referto | Atlético Madrid | Camp Nou (0 spett.)\| Arbitro: \| Mateu Lahoz (comitato valenciano) \| |
| Arbitro:                                              | Mateu Lahoz (comitato valenciano) |               |                 |                                                                        |

| Arbitro: | Munuera Montero (comitato andaluso) |

|                                 |           |                                 |
| Melero 57’ Morales 60’ Leon 83’ | Marcatori | 25’ Messi 34’ Pedri 64’ Dembélé |

| Arbitro: | De Burgos Bengoetxea (comitato basco) |

|           |           |               |
| Messi 28’ | Marcatori | 38’, 89’ Mina |

| Arbitro: | Jaime Latre (comitato aragonese) |

|  |           |               |
|  | Marcatori | 81’ Griezmann |

### Copa del Rey
| Arbitro: | Soto Grado (comitato castigliano) |

|  |           |                                |
|  | Marcatori | 92’ Dembélé 120+1’ Braithwaite |

| Arbitro: | Cuadra Fernandez (comitato madrileno) |

|            |           |                       |
| García 63’ | Marcatori | 69’ Messi 80’ De Jong |

| Arbitro: | Sánchez Martínez (comitato murciano) |

|                                         |           |                                                   |
| Kenedy 33’ Soldado 47’ Vico 103’ (rig.) | Marcatori | 88’, 100’ Griezmann 90+2’, 113’ Alba 108’ de Jong |

| Arbitro: | Mateu Lahoz (comitato valenciano) |

|                        |           |  |
| Koundé 25’ Rakitić 85’ | Marcatori |  |

| Arbitro: | Sánchez Martínez (comitato murciano) |

|                                         |           |  |
| Dembélé 12’ Piqué 90+4’ Braithwaite 95’ | Marcatori |  |

| Arbitro: | Martínez Munuera (comitato valenciano) |

|  |           |                                          |
|  | Marcatori | 60’ Griezmann 63’ de Jong 68’, 72’ Messi |

### UEFA Champions League

#### Fase a gironi
| Arbitro: | Schärer |

|                                                              |           |              |
| Messi 27’ (rig.) Fati 42’ Coutinho 52’ Pedri 82’ Dembélé 89’ | Marcatori | 70’ Charatin |

| Arbitro: | Makkelie |

|  |           |                                |
|  | Marcatori | 14’ Dembélé 90+1’ (rig.) Messi |

| Arbitro: | Oliver |

|                           |           |              |
| Messi 5’ (rig.) Piqué 65’ | Marcatori | 75’ Cyhankov |

| Arbitro: | Jug |

|  |           |                                                      |
|  | Marcatori | 52’ Dest 57’, 70’ (rig.) Braithwaite 90+2’ Griezmann |

| Arbitro: | Kul'bakoŭ |

|  |           |                                                  |
|  | Marcatori | 14’ Griezmann 20’ Braithwaite 28’ (rig.) Dembélé |

| Arbitro: | Stieler |

|  |           |                                             |
|  | Marcatori | 13’ (rig.), 53’ (rig.) Ronaldo 20’ McKennie |

#### Fase a eliminazione diretta
| Arbitro: | Kuipers |

|                  |           |                               |
| Messi 27’ (rig.) | Marcatori | 32’, 65’, 85’ Mbappé 70’ Kean |

| Arbitro: | Taylor |

|                   |           |           |
| Mbappé 30’ (rig.) | Marcatori | 37’ Messi |

### Supercoppa di Spagna
| Arbitro: | Munuera Montero (Comitato andaluso) |

|                                        |                      |                                       |
| Oyarzabal 51’ (rig.)                   | Marcatori            | 39’ de Jong                           |
| Bautista Oyarzabal José Merino Januzaj | Tiri di rigore 2 – 3 | de Jong Dembélé Pjanić Griezmann Puig |

| Arbitro: | Gil Manzano (comitato estremegno) |

|                    |           |                                           |
| Griezmann 40’, 77’ | Marcatori | 42’ de Marcos 90’ Villalibre 93’ Williams |

## Statistiche

### Statistiche di squadra
| Competizione        | Punti | In casa | In casa | In casa | In casa | In casa | In casa | In trasferta | In trasferta | In trasferta | In trasferta | In trasferta | In trasferta | Totale | Totale | Totale | Totale | Totale | Totale | DR  |
| Competizione        | Punti | G       | V       | N       | P       | Gf      | Gs      | G            | V            | N            | P            | Gf           | Gs           | G      | V      | N      | P      | Gf     | Gs     | DR  |
| ------------------- | ----- | ------- | ------- | ------- | ------- | ------- | ------- | ------------ | ------------ | ------------ | ------------ | ------------ | ------------ | ------ | ------ | ------ | ------ | ------ | ------ | --- |
| Liga                | 79    | 19      | 11      | 5       | 3       | 44      | 20      | 19           | 13           | 2            | 4            | 41           | 18           | 38     | 24     | 7      | 7      | 85     | 38     | +47 |
| Coppa del Re        | -     | 1       | 1       | 0       | 0       | 3       | 0       | 4            | 3            | 0            | 1            | 9            | 6            | 6      | 5      | 0      | 1      | 16     | 6      | +10 |
| Champions League    | 15    | 4       | 2       | 0       | 2       | 8       | 9       | 4            | 3            | 1            | 0            | 10           | 1            | 8      | 5      | 1      | 2      | 18     | 10     | +8  |
| Supercopa de España | -     | 0       | 0       | 0       | 0       | 0       | 0       | 0            | 0            | 0            | 0            | 0            | 0            | 2      | 0      | 1      | 1      | 3      | 4      | -1  |
| Totale              | -     | 24      | 14      | 5       | 5       | 55      | 29      | 27           | 19           | 3            | 5            | 60           | 25           | 54     | 34     | 9      | 11     | 122    | 58     | +64 |

### Andamento in campionato
| Giornata  | 1  | 2  | 3  | 4 | 5 | 6 | 7  | 8  | 9 | 10 | 11 | 12 | 13 | 14 | 15 | 16 | 17 | 18 | 19 | 20 | 21 | 22 | 23 | 24 | 25 | 26 | 27 | 28 | 29 | 30 | 31 | 32 | 33 | 34 | 35 | 36 | 37 | 38 |
| --------- | -- | -- | -- | - | - | - | -- | -- | - | -- | -- | -- | -- | -- | -- | -- | -- | -- | -- | -- | -- | -- | -- | -- | -- | -- | -- | -- | -- | -- | -- | -- | -- | -- | -- | -- | -- | -- |
| Luogo     | C  | T  | C  | T | C | T | C  | T  | C | T  | C  | T  | C  | C  | T  | C  | T  | T  | C  | T  | C  | T  | C  | C  | T  | T  | C  | T  | C  | T  | C  | T  | C  | T  | C  | T  | C  | T  |
| Risultato | V  | V  | V  | V | N | P | P  | N  | V | P  | V  | P  | V  | N  | V  | N  | V  | V  | V  | V  | V  | V  | V  | N  | V  | V  | V  | V  | V  | P  | V  | V  | P  | V  | N  | N  | P  | V  |
| Posizione | 12 | 15 | 10 | 5 | 5 | 9 | 12 | 12 | 8 | 13 | 7  | 9  | 8  | 5  | 5  | 6  | 5  | 3  | 3  | 3  | 2  | 2  | 3  | 4  | 2  | 2  | 2  | 2  | 2  | 3  | 3  | 3  | 3  | 3  | 3  | 3  | 3  | 3  |

Legenda:

Luogo: C = Casa; T = Trasferta. Risultato: V = Vittoria; N = Pareggio; P = Sconfitta.

### Statistiche dei giocatori
Sono in corsivo i calciatori che hanno lasciato la società a stagione in corso.
| Giocatore       | La Liga  | La Liga | La Liga     | La Liga    | Coppa del Re | Coppa del Re | Coppa del Re | Coppa del Re | Champions League | Champions League | Champions League | Champions League | Supercoppa di Spagna | Supercoppa di Spagna | Supercoppa di Spagna | Supercoppa di Spagna | Totale   | Totale | Totale      | Totale     |
| Giocatore       | Presenze | Reti    | Ammonizioni | Espulsioni | Presenze     | Reti         | Ammonizioni  | Espulsioni   | Presenze         | Reti             | Ammonizioni      | Espulsioni       | Presenze             | Reti                 | Ammonizioni          | Espulsioni           | Presenze | Reti   | Ammonizioni | Espulsioni |
| --------------- | -------- | ------- | ----------- | ---------- | ------------ | ------------ | ------------ | ------------ | ---------------- | ---------------- | ---------------- | ---------------- | -------------------- | -------------------- | -------------------- | -------------------- | -------- | ------ | ----------- | ---------- |
| J. Alba         | 35       | 3       | 9           | 0          | 5            | 2            | 2            | 0            | 7                | 0                | 1                | 0                | 2                    | 0                    | 1                    | 0                    | 49       | 5      | 13          | 0          |
| C. Aleñá        | 2        | 0       | 1           | 0          | -            | -            | -            | -            | 3                | 0                | 0                | 0                | -                    | -                    | -                    | -                    | 5        | 0      | 1           | 0          |
| R. Araújo       | 24       | 2       | 3           | 0          | 4            | 0            | 0            | 0            | 3                | 0                | 0                | 0                | 2                    | 0                    | 0                    | 0                    | 33       | 2      | 3           | 0          |
| M. Braithwaite  | 29       | 2       | 3           | 0          | 5            | 2            | 1            | 0            | 6                | 3                | 0                | 0                | 2                    | 0                    | 0                    | 0                    | 42       | 7      | 4           | 0          |
| S. Busquets     | 36       | 0       | 9           | 0          | 6            | 0            | 0            | 0            | 6                | 0                | 1                | 0                | 2                    | 0                    | 0                    | 0                    | 50       | 0      | 10          | 0          |
| P. Coutinho     | 12       | 2       | 0           | 0          | -            | -            | -            | -            | 2                | 1                | 0                | 0                | -                    | -                    | -                    | -                    | 14       | 3      | 0           | 0          |
| F. de Jong      | 37       | 3       | 4           | 0          | 5            | 3            | 0            | 0            | 7                | 0                | 1                | 0                | 2                    | 1                    | 0                    | 0                    | 51       | 7      | 5           | 0          |
| K. de la Fuente | -        | -       | -           | -          | 1            | 0            | 0            | 0            | 1                | 0                | 0                | 0                | -                    | -                    | -                    | -                    | 2        | 0      | 0           | 0          |
| O. Dembélé      | 30       | 6       | 2           | 0          | 6            | 2            | 1            | 0            | 6                | 3                | 0                | 0                | 2                    | 0                    | 1                    | 0                    | 44       | 11     | 4           | 0          |
| S. Dest         | 30       | 2       | 1           | 0          | 3            | 0            | 0            | 0            | 7                | 1                | 0                | 0                | 1                    | 0                    | 0                    | 0                    | 41       | 3      | 1           | 0          |
| A. Fati         | 7        | 4       | 1           | 0          | -            | -            | -            | -            | 3                | 1                | 0                | 0                | -                    | -                    | -                    | -                    | 10       | 5      | 1           | 0          |
| M. Fernandes    | -        | -       | -           | -          | -            | -            | -            | -            | 1                | 0                | 0                | 0                | -                    | -                    | -                    | -                    | 1        | 0      | 0           | 0          |
| J. Firpo        | 7        | 1       | 2           | 0          | 4            | 0            | 0            | 0            | 6                | 0                | 1                | 0                | 1                    | 0                    | 0                    | 0                    | 18       | 1      | 3           | 0          |
| A. Griezmann    | 36       | 13      | 4           | 0          | 6            | 3            | 0            | 0            | 7                | 2                | 1                | 0                | 2                    | 2                    | 0                    | 0                    | 51       | 20     | 5           | 0          |
| C. Lenglet      | 33       | 1       | 11          | 2          | 5            | 0            | 0            | 0            | 8                | 0                | 2                | 0                | 2                    | 0                    | 1                    | 0                    | 48       | 1      | 14          | 2          |
| L. Messi        | 35       | 30      | 4           | 0          | 5            | 3            | 2            | 0            | 6                | 5                | 0                | 0                | 1                    | 0                    | 0                    | 1                    | 47       | 38     | 6           | 1          |
| Ó. Mingueza     | 27       | 2       | 4           | 0          | 5            | 0            | 1            | 0            | 5                | 0                | 1                | 0                | 2                    | 0                    | 1                    | 0                    | 39       | 2      | 7           | 0          |
| I. Moriba       | 14       | 1       | 1           | 0          | 3            | 0            | 0            | 0            | 1                | 0                | 0                | 0                | -                    | -                    | -                    | -                    | 18       | 1      | 1           | 0          |
| Neto            | 7        | -6      | 0           | 0          | 2            | -1           | 0            | 0            | 3                | -1               | 0                | 0                | -                    | -                    | -                    | -                    | 12       | -8     | 0           | 0          |
| Pedri           | 37       | 3       | 2           | 0          | 6            | 0            | 0            | 0            | 7                | 1                | 0                | 0                | 2                    | 0                    | 0                    | 0                    | 52       | 4      | 2           | 0          |
| G. Piqué        | 18       | 0       | 3           | 0          | 2            | 1            | 0            | 0            | 3                | 1                | 0                | 1                | -                    | -                    | -                    | -                    | 23       | 2      | 3           | 1          |
| M. Pjanić       | 19       | 0       | 1           | 0          | 1            | 0            | 1            | 0            | 8                | 0                | 1                | 0                | 2                    | 0                    | 0                    | 0                    | 30       | 0      | 3           | 0          |
| R. Puig         | 14       | 1       | 1           | 0          | 4            | 0            | 1            | 0            | 4                | 0                | 0                | 0                | 2                    | 0                    | 0                    | 0                    | 24       | 1      | 2           | 0          |
| S. Roberto      | 15       | 1       | 1           | 0          | 2            | 0            | 0            | 0            | 3                | 0                | 1                | 0                | -                    | -                    | -                    | -                    | 20       | 1      | 2           | 0          |
| M. ter Stegen   | 31       | -32     | 1           | 0          | 4            | -5           | 0            | 0            | 5                | -9               | 0                | 0                | 2                    | -4                   | 0                    | 0                    | 42       | -50    | 1           | 0          |
| F. Trincão      | 28       | 3       | 1           | 0          | 5            | 0            | 1            | 0            | 7                | 0                | 1                | 0                | 2                    | 0                    | 0                    | 0                    | 42       | 3      | 3           | 0          |
| S. Umtiti       | 13       | 0       | 1           | 0          | 2            | 0            | 0            | 0            | 1                | 0                | 1                | 0                | -                    | -                    | -                    | -                    | 16       | 0      | 2           | 0          |